# کوپر هاکبی
کوپر هاکبی (انگلیسی: Cooper Huckabee؛ زادهٔ ۸ مهٔ ۱۹۵۱) یک هنرپیشه اهل ایالات متحده آمریکا است.
از فیلم‌های معروف او می‌توان به بازی در فیلم گاوچران شهری و دختران بد اشاره کرد.